# スポーツハンティング

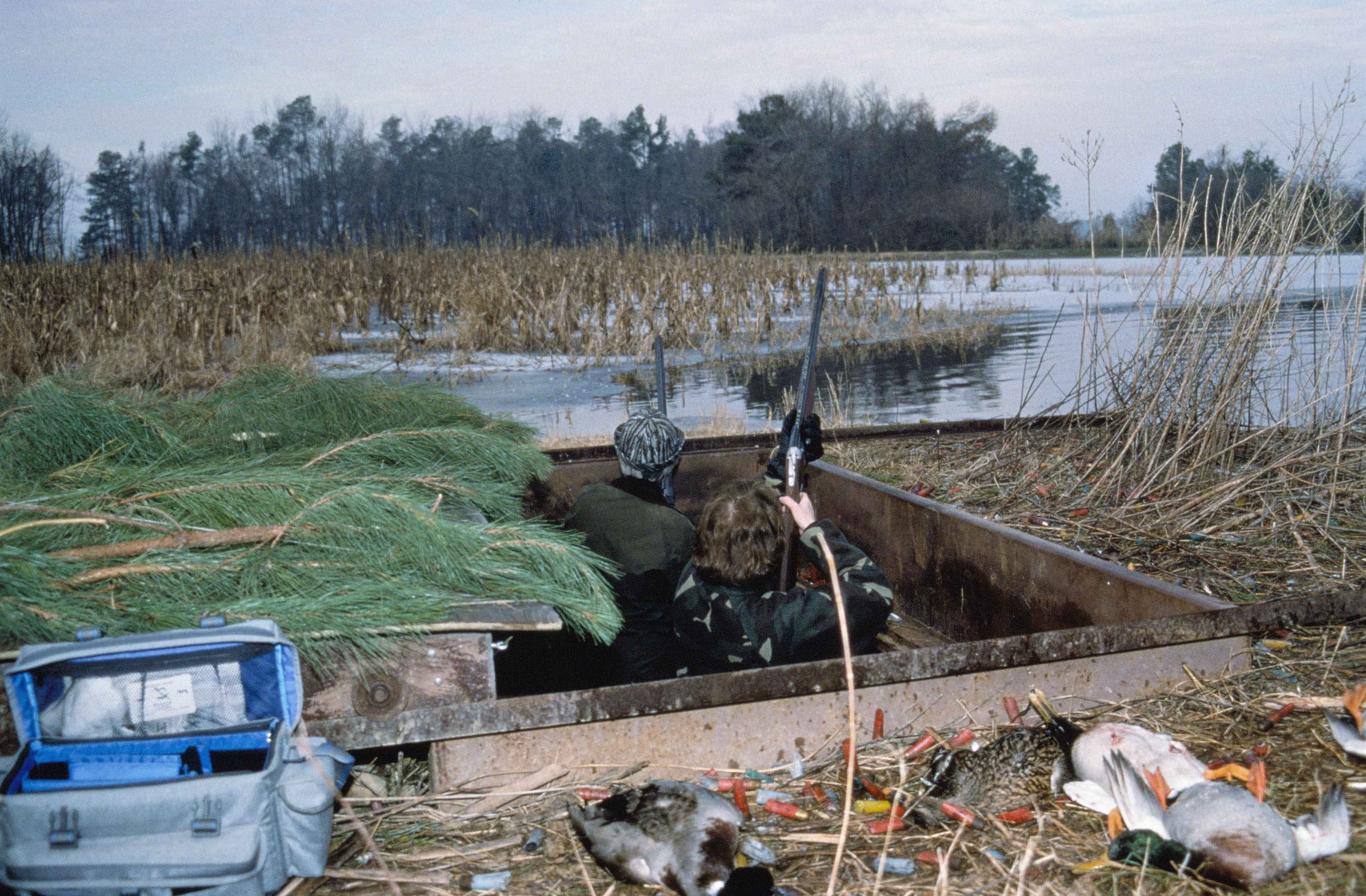
スポーツハンティングと獲物

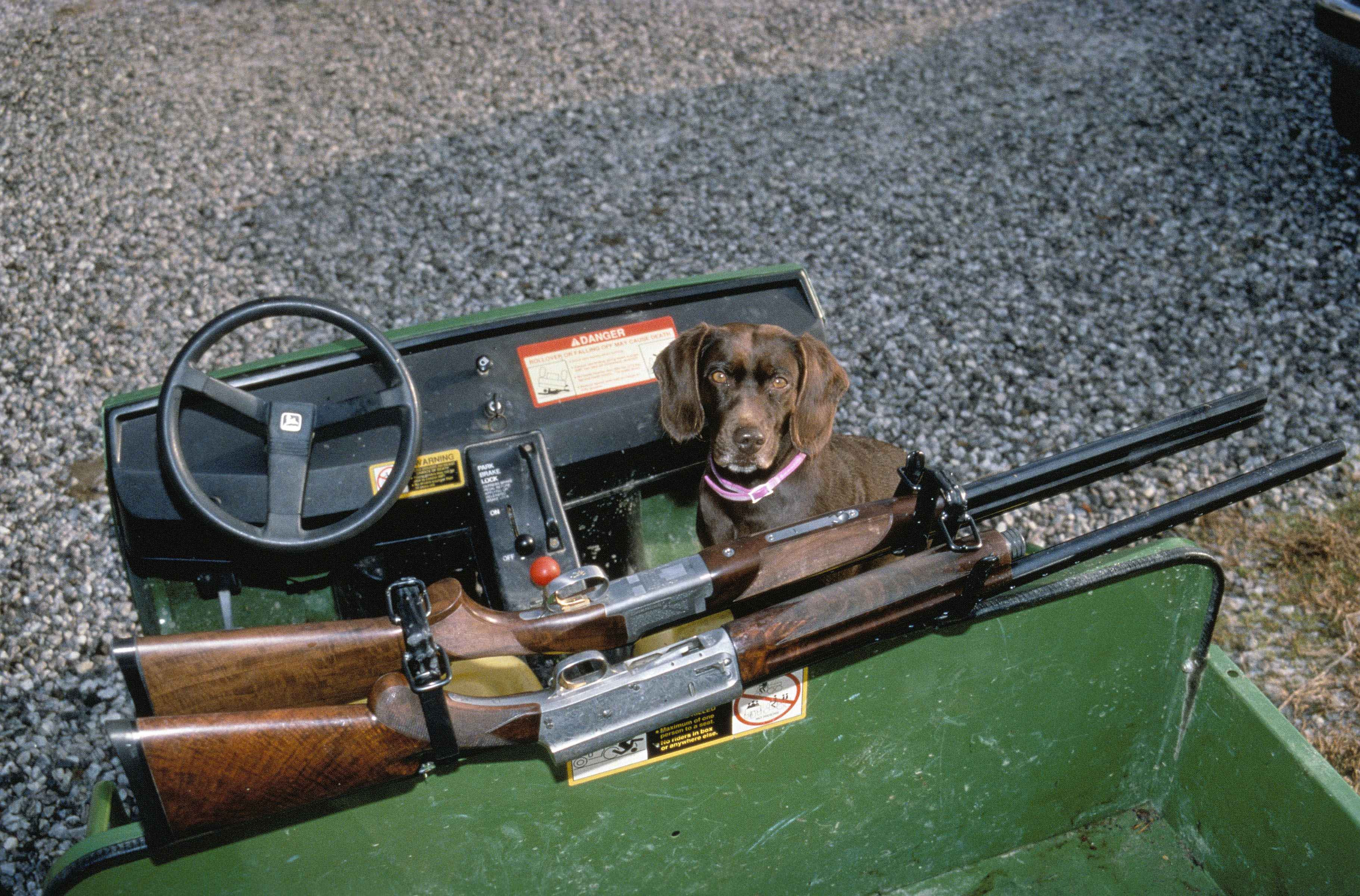
スポーツハンティングの道具

スポーツハンティングとは、娯楽のために行われる狩猟行為のこと。

## 歴史

### 近世まで
本来、狩猟行為そのものは農村部や山間部などでは生活に必要な生産手段である。のち都市に住む貴族や王族の欲求不満の解消や社会的優越性を示す象徴として行われるようになった。のち中世から近世にかけて産業資本主義が興隆するに従い、有産階級・商人階級も、貴族への象徴的近接の手段として、特権的な行為であったスポーツハンティングを嗜むようになる。これは社会学者ノルベルト・エリアスのいう「世俗化の過程」の一事例でもある。

### 植民地主義とスポーツハンティング
アフリカ大陸に入植する西洋人が増えるにつれ、現地で行われる狩猟は野蛮なものであるとして峻別されるようになり、スポーツハンティングのための猟獣保護区を設置するために現地の住人の狩猟は強制的に禁止され、植民地政府によって立ち退きが行われた。

### オーストラリアに入植した白人による人間のスポーツハンティング
サフル大陸（オーストラリア大陸）では、1788年よりイギリスによる植民地化がはじまるにつれ、動物のみならず、原住民であるアボリジニをスポーツハンティングするようになる。
1803年にはタスマニアへの植民が始まってからは、同じくタスマニア島のアボリジニに対するスポーツハンティングが行われ、さらには、組織的なアボリジニー襲撃隊も編成され、島を一列で縦断し島民をすべて虐殺した。

### 禁止の流れ
スポーツハンティングを競技化した射撃競技も行われるようになり、生きた鳩を的にする「生鳩射撃」は1900年パリオリンピックでも行われた。しかし残虐であるとして1度で競技から外され、鳩の代わりに素焼きの皿を飛ばすクレー射撃が導入された。

## 現在のスポーツハンティング
ワシントン条約は絶滅危惧種とされる動植物の輸出入などの国際的取引について禁止しているが、例外規定として国立公園などにおけるスポーツハンティングは認められている。スポーツハンティング料は各国により異なるが、ジンバブエでは象一頭あたり約95万円程度となっており、スポーツハンティング産業から得る税金やライセンス料は野生生物の保護に回されているとの主張が行われている。
また絶滅危惧種に対してもいまなおスポーツハンティングは行われている。